# Янув (гміна Опорув)
Янув (пол. Janów) — село в Польщі, у гміні Опорув Кутновського повіту Лодзинського воєводства.
Населення — 174 особи (2011).
У 1975-1998 роках село належало до Плоцького воєводства.

## Демографія
Демографічна структура станом на 31 березня 2011 року:
|          | Загалом | Допрацездатний вік | Працездатний вік | Постпрацездатний вік |
| -------- | ------- | ------------------ | ---------------- | -------------------- |
| Чоловіки | 81      | 13                 | 59               | 9                    |
| Жінки    | 93      | 9                  | 57               | 27                   |
| Разом    | 174     | 22                 | 116              | 36                   |